# Ахметов, Фасиль Ахметгалиевич
Фаси́ль Ахметгали́евич Ахме́тов  (тат. Фасил Әхмәт-Гәли улы Әхмәтов), (23 мая 1935 года, Салтык-Ерыкла Кукморский район Татарстан — 6 сентября 1998 года, Казань) — советский и татарский композитор, Заслуженный деятель искусств Татарской АССР (1977), заслуженный деятель искусств РСФСР (1981), народный артист Республики Татарстан (1995), народный артист РФ (1992), лауреат Государственной премии Татарской АССР имени Габдуллы Тукая (1988), лауреат Государственной премии РСФСР имени М. И. Глинки (1975).

## Биография
Родился 23 мая 1935 года в деревне Салтык-Ерыкла Кукморского района Татарстана.
В 1952 году поступает в Казанское музыкальное училище, на отделение народных инструментов по классу баяна, параллельно обучается на теоретическом отделении.
В 1957 — 1962 годах обучался в Казанской Государственной консерватории в классе профессора А. С. Лемана.
В 1968 году окончил аспирантуру Казанской Государственной консерватории. Главный редактор музыкального вещания Татарского радио (1962—1964).
С 1964 года преподаватель музыкального факультета Педагогического института.
Преподавал в Казанском музыкальном училище (1957—1961), в Казанской Государственной консерватории (1969—1975).

## Творчество

### Основные сочинения
Симфонические
- Адажио для струнного оркестра и литавр (1962);
- Симфоническая поэма «Памяти Фарида Яруллина» (1970);
- Казанская симфония (1976);
- Праздничная увертюра «Татарстан» (1979),
- «Память» — поэма для струнного оркестра и органа (1982);
- Концерт для фортепиано с оркестром (1983);
- «Сабантуй» для симфонического оркестра (1985),
- Три танца для симфонического оркестра (1989);
- Концерт для скрипки с оркестром (1991);
- «Белая песня» для сопрано и симфонического оркестра (1992).

Вокально-симфонические
- Кантата «Песня родника» на ст. М. Джалиля (1964).

Для духового оркестра
- Сюита для духового оркестра (1965).

Для оркестра народных инструментов
- «Легенда» (1970);
- «Праздник» (1983);
- «Танец джигитов» (1986).

Музыка для драматического театра
- комедия Т. А. Минуллина «Четыре жениха для Диляфруз» (1971);
- драма Г. Сагитова «Гарасат» (1974);
- комедия «Зарок» Т. Минуллина (1975);
- телевизионный спектакль Ф. Хусни «Ирония судьбы» (1977);
- драма А. Гаффара «Весенние мелодии» (1978);
- водевиль Х. Вахита «Развод по-татарски» (1979);
- драма А. М. Гилязова «Я — твой, ты — моя» (1980);
- драма И. Г. Юзеева «День рождения» (1987);
- комедия М. Мулланурова «Сабантуй» (1989);

Камерно-инструментальные
- Сонатина для фортепиано (1958);
- Сонатина для фортепиано (1969);
- Первый струнный квартет (1960);
- Квинтет для деревянных духовых инструментов (1967);
- Второй струнный квартет (1969);
- «Размышление» — пьеса для ансамбля виолончелистов (1972);
- Детские пьесы для фортепиано (1972);
- Третий струнный квартет (1982).

Вокальные: песни и романсы
- «Аккошлар»
- «Назлы гелкэем»
- «Тан йолдызы»
- «Мэхэббэтемне эзлим» и другие.

## Звания и награды
- Заслуженный деятель искусств Татарской АССР (1977)

- Заслуженный деятель искусств РСФСР (1981)
- Народный артист Республики Татарстан (1995)
- Народный артист РФ (31 августа 1992) - за большие заслуги в области музыкального искусства
- Государственная премия Татарской АССР имени Габдуллы Тукая (1988)

- Государственная премия РСФСР имени М. И. Глинки (1975) — за симфоническую поэму «Памяти Фарида Яруллина»